# Ichneumon femoralis
Ichneumon femoralis är en stekelart som beskrevs av Cuvier 1833. Ichneumon femoralis ingår i släktet Ichneumon och familjen brokparasitsteklar. Inga underarter finns listade i Catalogue of Life.